# 品川猿
『品川猿』（しながわざる）は、村上春樹の短編小説。『東京奇譚集』に収められた小説の中で唯一の書き下ろし作品である。その他の4編は『新潮』2005年3月号から6月号まで「東京奇譚集」という副題付きで掲載された。
なお、村上は『文學界』2020年2月号に短編「品川猿の告白」を発表。同作品は短編集『一人称単数』に収録された。

## 英訳
| タイトル | A Shinagawa Monkey                                          |
| 翻訳     | フィリップ・ガブリエル                                      |
| 初出     | 『ザ・ニューヨーカー』2006年2月13日号                       |
| 収録書籍 | 『Blind Willow, Sleeping Woman』（クノップフ社、2006年7月） |

各国語の翻訳の詳細は「めくらやなぎと眠る女 (短編小説集)#翻訳」および「東京奇譚集#翻訳」を参照のこと。

## あらすじ
大田区にあるホンダの販売店に勤める安藤みずき（結婚前の名前は「大沢みずき」）は、1年ばかり前からときどき自分の名前が思い出せなくなった。相手から出し抜けに名前を尋ねられると、頭の中が空白になってしまう。名前がどうやっても出てこない。夫はみずきより4つ年上の30歳で、製薬会社の研究室に勤務している。二人は品川区の新築のマンションに暮らしている。
ある日、品川区の広報誌を読んでいるときに、区役所で「心の悩み相談室」が開かれているという記事が目にとまった。みずきは区役所に赴き、カウンセラーの坂木哲子の面談を受ける。坂木に「名前に関連して思い出せる出来事はあるか」と問われ、高校生のとき1学年下だった松中優子という生徒に関する、あるエピソードを思い出す。
高校3年の10月、寮の自室で翌日の予習をしていると、松中優子が訪ねてきた。
「みずきさんはこれまで、嫉妬の感情というものを経験したことがありますか？」
「ないと思うよ」とみずきは言った。
「今から実家に戻ります」と、寮のみずきの部屋で松中優子は言った。そして、寮に戻るまで自分の名札を預かってほしいと言ってみずきに名札を差し出した。彼女の親はたしか金沢で老舗旅館の経営をしていた。
「いいわよ」とみずきは言った。
「いないあいだに猿にとられたりしないように」と松中優子は言った。